# Libuv

Logotipo

libuv é uma biblioteca C multiplataforma que providencia entrada/saída assíncrona baseado em um laço de eventos (Event Loop). Para implementar chamadas bloqueantes de forma assíncrona, a libuv utiliza sockets assíncronos e uma thread pool. Os sockets são consultados periodicamente no laço de eventos (polling) utilizando o método mais apropriado para cada sistema operacional - epoll em Linux, kqueue em macOS e BSD, e IOCP em Windows. A libuv é utilizada por grandes projetos de software como Node.js. A licença do libuv é a licença MIT.